# Mary Leona Gage
Mary Leona Gage (8 avril 1939 - 5 octobre 2010),  est une actrice, un mannequin et une reine de beauté américaine, élue miss USA 1957. Elle est déchue de son titre, au profit de Charlotte Sheffield, lorsqu'il est révélé qu'elle a 18 ans, et non 21 ans, qu'elle est mariée et mère de deux enfants,.

## Source de la traduction
- (en) Cet article est partiellement ou en totalité issu de l’article de Wikipédia en anglais intitulé « Mary Leona Gage » (voir la liste des auteurs).